# Senyavin Islands
Senyavin Islands är öar i Mikronesiska federationen.   De ligger i delstaten Pohnpei, i den västra delen av landet, 21 km väster om huvudstaden Palikir.